# Pempheris schomburgkii
Pempheris schomburkii (Müller & Troschel, 1848) é uma espécie do gênero Pempheris  também conhecida como Sardinha-do-mar-brabo, Sardinha-ouro e Piaba-do-mar. São peixes de hábito noturno e podem ser encontrados em grande parte da costa ocidental da América Central e do Sul, no Oceano Atlântico, e podem ocorrer espécies também nas áreas do Oceano Indo-Pacífico.

## Classificação
Reino Animalia, Filo Chordata, Subfilo Vertebrata, Superclasse Osteichthyes, Subclasse Neopterygii, Infraclasse Teleostei, Superordem Acanthopterygii, Ordem Perciformes, Subordem Percoidei, Família Pempheridae, Gênero Pempheris.

## Características Morfológicas
Possui corpo oblongo, olhos grandes, boca oblíqua que se abre para cima, pequenos dentes e barbatana caudal bifurcada.Tem como média de tamanho 7 cm e com seu maior tamanho podendo chegar aos 15 cm. 

## Distribuição
Pode ser encontrada em diversas áreas nos mares do oceano Atlântico-ocidental e Atlântico-sudoeste. Abrange áreas desde o México e os países insulares da América Central como Anguilla, Bahamas, entre outros. No Brasil, ocupam todo o litoral até Santa Catarina e, mais especificamente no nordeste, o Pempheris schomburgkii foi localizado nos recifes de Pernambuco no naufrágio do Vapor Bahia situado em Ponta de Pedras e também compõem a ictiofauna dos estados do Rio Grande do Norte e Paraíba. Nos Parrachos de Muriú, no estado do Rio Grande do Norte a espécie foi localizada na ictiofauna dos ambientes recifais de recifes em mancha, com um total de 276 indivíduos mas sem muita abundância e frequência. Eles formam associações com outras espécies de peixes como comedores noturnos. 

## Habitat
Têm habitat exclusivamente marinho, sobre recifes rochosos e de corais, e predominantemente noturno. Costumam abrigar-se em cavernas e fendas durante o dia. A noite emergem à coluna d'água para caça.

## Hábitos
Eles têm hábito noturno. Caçam durante a noite e alimentam-se de zooplâncton, especialmente larvas de invertebrados. Durante o dia abrigam-se e minutos após o pôr-do-sol (entre 15 e 45 minutos) saem de seus abrigos. Esse movimento migratório tem como motivos a caça e provavelmente a reprodução. Ocorre desde a emersão à coluna d'água até a extensão de 1 km paralelamente sobre os recifes rochosos e corais. Tal mecanismo está associado à presença de luz de acordo com a sua mudança e adaptação dos indivíduos à ela. 
Possuem um mecanismo de comunicação entre eles através de sons por diferentes motivos como atrair parceiros, espantar predadores e até mesmo para orientação. A maior freqüência dos sons emitidos geralmente de 100 a 300 Hz, e a duração média de 56 ms. Os sons são produzidos por músculos sonoros extrínsecos emparelhados, vibrando a bexiga natatória. Os ossos pteróticos originam os músculos sônicos que se estendem à superfície ântero dorsal da bexiga natatória, inervados por dois ramos dos nervos occipitais. Os músculos sônicos dos machos chegam a ser três vezes maiores do que das fêmeas.
Sua reprodução é pouco conhecida pois não existem estudo ligados especificamente à espécie. Há porém, estudos com Pempheris sp. feitos com indivíduos localizados em ilhas do Japão. De acordo com estes estudos, as épocas de desova se estendem entre abril e junho, podendo também ocorrer em outros períodos ao longo do ano. O intervalo de desova da espécie, pode ocorrer a cada 2 dias, logo após o pôr do sol. Espécies de recifes costumam alinhar-se com o ciclo lunar para realizar a desova, mas aparentemente no caso das espécies do gênero Pempheris isso não ocorre.

## Referências

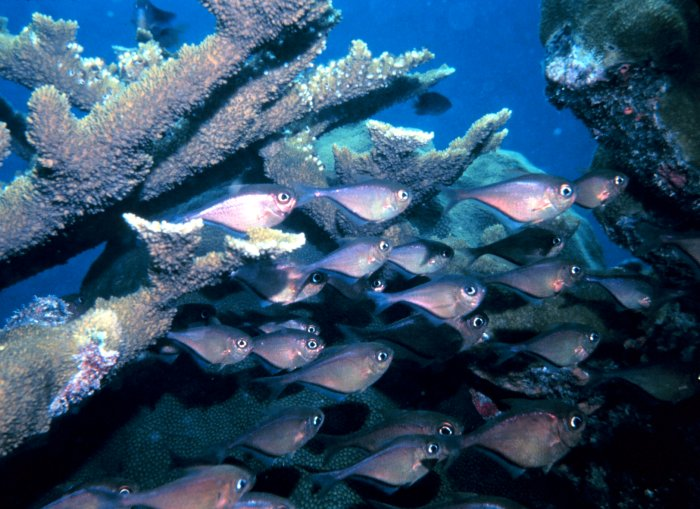